# Sacco & Vanzetti (musical)
Sacco & Vanzetti is een musical die in 1995 voor het Koninklijk Ballet van Vlaanderen werd geschreven en in première ging op 12 oktober 1996. De tekst is van Frank Van Laecke en Paul Berkenman, de muziek werd gecomponeerd door Dirk Brossé en de regie was in handen van Stijn Coninx. De musical is gebaseerd op het leven van Nicola Sacco en Bartolomeo Vanzetti. Deze productie ging op tour langsheen theaters in België en Nederland. Laatste voorstelling was op 22 januari 1997 in Stadsschouwburg Brugge. 
Een herwerkte versie ging in première op 21 augustus 2015 aan het Donkmeer in Berlare. Dit was een productie van Festivaria. Voor deze nieuwe versies werden nieuwe songs geschreven en teksten aangepast. Laatste voorstelling was op 5 september 2015.

## Verhaal
Voor haar terugreis naar Italië ontvoert Rosa Sacco de oude rechter Thayer, om hem tot een gewetensonderzoek te dwingen over de zaak Sacco & Vanzetti. In een flashback komen jonge Europeanen onder gejuich en vreugdekreten aan in het beloofde land Amerika. Maar algauw spatten hun dromen uit elkaar want er is geen werk en ze zijn niet welkom.
Nicola Sacco leert er de Rosa kennen met wie hij trouwt en een zoontje krijgt, Dante. Hij leert er ook Bartolomeo Vanzetti kennen, een land- en geestesgenoot. Samen met hun vriend Salsedo verkondigen zij hun gedachtegoed en trachten zij de arbeiders en hun lotgenoten op een lijn te krijgen. 
Maar wanneer Salsedo "per ongeluk" omkomt tijdens een razzia moeten Sacco & Vanzetti onmiddellijk hun vrienden waarschuwen. Maar al snel worden de twee opgepakt en moeten ze verschijnen voor procureur Katzmann, die hen verdenkt van een dubbele moord enkele dagen tevoren. De vrouwelijke getuigen pleiten Sacco en Vanzetti vrij, doch Katzmann weet een racistische getuige te vinden die onder ede verklaart Vanzetti te herkennen.
Hoewel ze tijdens het kruisverhoor alle schuld blijven afwijzen, beschuldigt Katzmann hen officieel van roof en dubbele moord. Het proces wordt gevoerd onder massale mediabelangstelling en de twee Italianen krijgen steun uit alle hoeken van de wereld. Tijdens de rechtszaak herzien enkele getuigen hun verklaring ten nadele van Sacco & Vanzetti, en procureur Katzmann beschuldigt hen van geweldpleging, moord, bolsjewisme en anarchie. Uiteindelijk roept hij de Amerikaanse jury op hun plicht te doen maar door het stijgende tumult in de rechtszaal schorst Rechter Thayer de zitting.
De jury acht Sacco & Vanzetti schuldig aan roof en moord en worden veroordeeld tot de elektrische stoel. Het publiek reageert verdeeld.
Rosa bezoekt haar man in de gevangenis maar de kleine Dante niet meer meekomen. Hij is bang door wat hij allemaal op school over zijn vader hoort.
Plots krijgen ze bezoek van hun advocaat, Mr Moore, die de getuigenissen van de effectieve dader in de moordzaak heeft gehoord. Helaas weet Katzmann de zaak ook nu weer zodanig te manipuleren zodat het gerecht niet ingaat op het verzoek een nieuw proces te beginnen. De musical eindigt wanneer Sacco & Vanzetti worden weggeleid naar de elektrische stoel.

## Hoofdrollen
| Rol                 | 1996 Tour             | 2015 Berlare                      |
| ------------------- | --------------------- | --------------------------------- |
| Nicola Sacco        | Tom Van Landuyt       | Jelle Cleymans                    |
| Bartolomeo Vanzetti | Hans Peter Janssens   | Hans Peter Janssens               |
| Rosa Sacco          | Vera Mann             | Deborah De Ridder                 |
| Procureur Katzmann  | Nolle Versyp          | Peter Van De Velde                |
| Rechter Thayer      | Nand Buyl             | Frans Maas                        |
| Salsedo             | Wim Van Den Driessche | Bob De Schutter / Leendert De Vis |
| Advocaat Moore      | Martin Van Os         | Dirk Willems                      |
| Louise Pelser       | Daisy Thys            | Chloé De Bie                      |
| Cesarina Rossi      | Ineke van Klinken     | Caroline Ceulemans (opname)       |
| Mary Splaine        | Kristien Coenen       | Elke Buyle (opname)               |
| Coward              | Frank Hoelen          |                                   |
| Getuige M. Levangie | Harry Deswarte        |                                   |
| Veteraan            | Luc Rogiest           |                                   |
| Medeiros            | Jeroen Van Delft      |                                   |
| Connolly/ Fuller    | Ernst Van Looy        |                                   |

Ensemble 1996
Chris Corens, Walter De Cock, Benoït De Leersnyder, John Desmet, Caroline Frerichs
Stefan Hamblok, Pieter Korteknie, Rita Praet, Nicole Van der Veken, Jan Vandeloo
Ensemble 2015
Onderstaande zangers waren te horen op de opname tijdens de voorstelling:
Liv Van Aelst, Steven Colombeen, Elke Buyle, Caroline Ceulemans, Maja Van Honsté, Remi De Smet, Laurenz Hoorelbeke, Pieter Klinck, Nathalie De Mey, Tim Saey, Liesbeth Roose, Sébastien De Smet, Jurgen Stein, Sven Tummeleer, Ann De Winne & Michael Zanders

## Muzieknummers
Versie 1996
1. Ouverture "Sacco & Vanzetti"
2. In het Gesticht
3. Addio Europa
4. Le Nozze di Sacco / Huwelijkswals
5. Bella Ragazza
6. Twee Dollar Minder
7. Een lenteavond
8. Het Bericht
9. Rosina
10. Bloemen voor de helden / Ik won de oorlog
11. Hymne
12. Het Verhoor
13. Katzmann's Entree
14. Identificatiecircus
15. Is papa mijn vriendje niet meer?
16. God Bless America

Pauze 
1. Ouverture deel 2
2. De pers
3. Het getuigencirus
4. Waarheid Klaarheid
5. Elk Teder Gebaar
6. De rechtbank
7. Een Droom Teveel
8. Vanzetti's Testament
9. Duizenden Stemmen
10. Serenade
11. Jullie zijn beroemd
12. Mister Macchiavelli
13. Geloof in de vrijheid
14. Gratie, ongeloofelijk
15. Een sprookje
16. Het Laatste Ritueel
17. De angst begluurt uw ziel
18. Pieta
19. Had ik een God

Versie 2015
1. Overture 'The story of Sacco & Vanzetti'
2. Dit is mijn thuis
3. Il matrimono
4. Een zwoele nacht in Napoli
5. Bandiera rossa
6. Te mooi om waar te zijn
7. De dag loopt af
8. De dag loopt af - Reprise 1
9. De razzia
10. Ti amo, mio amore
11. De autorit
12. Katzmann's credo
13. Getuigenparade
14. Het is tijd edelachtbare
15. God bless America - Reprise 1
16. He spaghetti
17. Een teder gebaar
18. Pieta
19. In de cel
20. Celestino Madeiros bekent alles
21. Slechts het doel is heilig
22. Vanzetti's pleidooi
23. Vrijheid voor Nic en Bart
24. Een laatste sigaret
25. Het afscheid
26. De omhelzing
27. Dit is mijn thuis - reprise

Additionele lycris door Allard Blom.

### Albums
- Sacco & Vanzetti - Highlights - Original Cast Recording (1995)
- The Story of Sacco & Vanzetti - Cast Recording (2015)

## Amerikaanse versie
In 1998 waren er plannen om een Engelstalige productie op zetten in het Verenigd Koninkrijk en Italië. Deze plannen zijn echter nooit gerealiseerd. Wel maakte de productie oversteek naar New York onder de naam The American Dream. Dit was een concertante versie onder regie van Tony Giordiano en auteur Neil Thomas Proto. André Ernotte en Elliot Tiber waren verantwoordelijk voor de bewerking en de vertaling. 
De cast bestond uit  Tom Zemon, Tom Flynn, John Antony, Jimmy Demers, Lenora Eve, Kelly Famolaro, Jonathan Hammond, Tom Galantich, Lauri Landry, Mark Peters en Wayne Shroder.
Voorstellingen vonden plaats in de The Lake Studio in New York van 4 tot en met 8 april 2002. Diezelfde voorstelling werd nogmaals gespeeld op 20 april 2002 in het Shubert Theatre in Connecticut.
'14-'18 · '40-'45 (België) · '40-'45 (Nederland) · 1830 · De 3 Biggetjes · 3 Musketiers · Aida · Albert I · Alice in Wonderland · A xXxmas Carola · Anatevka · Assepoester · Belle en het Beest · Billie Holiday · Bloedbroeders · The Bodyguard · Cabaret · Camelot · Cats · Chicago · Ciske de Rat · Cyrano de Bergerac · De Schone van Boskoop · Daens · Damiaan · Dirty Dancing · Doe Maar! · Domino · Doornroosje · Dracula · Drood · Elisabeth · Evita · Fame · De Finale · Flashdance · Foxtrot · Goodbye, Norma Jeane · Grease · Hair · High School Musical · De Jantjes · Jeanne d'Arc · Jekyll & Hyde · Jersey Boys · Jesus Christ Superstar · Kadanza · De kleine zeemeermin · Koning van Katoren · Kruimeltje · Kuifje: De Zonnetempel · Kunt u mij de weg naar Hamelen vertellen, mijnheer? · The Last Five Years · Lelies · The Lion King · The Little Mermaid · Love Story · Lover of Loser · Mamma Mia! · De man van La Mancha · Marie-Antoinette · Mary Poppins · Les Misérables · Miss Saigon · Muerto! · De Muze van Rubens · My Fair Lady · On Your Feet! · Op hoop van Zegen · Oorlogswinter · The Passion · Pauline & Paulette · The Phantom of the Opera · Pinokkio · Red Star Line · Rembrandt · Robin Hood · Romeo en Julia, van Haat tot Liefde · De Rozenoorlog · Rubens · Shhh...it happens! · Shrek · Soldaat van Oranje · Spring Awakening · De sprookjesmusical Klaas Vaak · Sneeuwwitje · The Sound of Music · Tarzan · Titanic · Turks fruit · Urinetown · De Vliegende Hollander · Wat Zien Ik?! · Wicked · The Wild Party · Willem & Frieda: Roze Verzet · The Wiz · Wickie de viking de musical
    Portaal Musical